# Осиновка (приток Терсы)
Осиновка — река в России, протекает в Саратовской области. Устье реки находится в 190 км по правому берегу реки Терсы. Длина реки — 18 км, площадь водосборного бассейна — 94,2 км²

## Данные водного реестра
По данным государственного водного реестра России относится к Донскому бассейновому округу, водохозяйственный участок реки — Терса, речной подбассейн реки — Бассейн прит-в Дона м/д впад. прит-в Хопра и Северского Донца. Речной бассейн реки — Дон (российская часть бассейна).
Код объекта в государственном водном реестре — 05010300212107000008695.